# Symplektische Mannigfaltigkeit
Symplektische Mannigfaltigkeiten sind die zentralen Objekte der symplektischen Geometrie, eines Teilgebiets der Differentialgeometrie. Die symplektischen Mannigfaltigkeiten haben einen sehr starken Bezug zur theoretischen Physik.

## Definition
Eine symplektische Mannigfaltigkeit ist eine glatte Mannigfaltigkeit {\displaystyle M} zusammen mit einer symplektischen Form {\displaystyle \omega }, das heißt einer globalen, glatten und geschlossenen 2-Form, die punktweise nicht ausgeartet ist (siehe auch symplektischer Raum). „Geschlossen“ bedeutet, dass die äußere Ableitung der Differentialform verschwindet, {\displaystyle \mathrm {d} \omega =0}.
Symplektische Mannigfaltigkeiten haben immer eine geradzahlige Dimension, da antisymmetrische Matrizen in ungeraden Dimensionen nicht invertierbar sind und deshalb antisymmetrische Bilinearformen in ungerader Dimension ausgeartet sind.

## Poisson-Klammer
Da die Form {\displaystyle \textstyle \omega =\sum _{ij}\omega _{ij}\,\mathrm {d} x^{i}\wedge \mathrm {d} x^{j}} nicht ausgeartet ist, definiert sie mit ihrem Inversen an jedem Punkt eine bilineare Abbildung von Eins-Formen {\displaystyle \textstyle \eta =\sum _{i}\eta _{i}\,\mathrm {d} x^{i}} und {\displaystyle \textstyle \chi =\sum _{j}\chi _{j}\,\mathrm {d} x^{j}}
{\displaystyle \Omega (\eta ,\chi )=\sum _{ij}\omega ^{ij}\,\eta _{i}\,\chi _{j}\,,\quad \sum _{j}\omega ^{ij}\omega _{jk}=\delta ^{i}{}_{k}}
und die Poisson-Klammer der Funktionen {\displaystyle f} und {\displaystyle g},
{\displaystyle \{f,g\}=\Omega (\mathrm {d} f,\mathrm {d} g)=\sum _{ij}\omega ^{ij}\,\partial _{i}f\,\partial _{j}g\,.}

## Lagrangesche Untermannigfaltigkeit
Eine Lagrangesche Untermannigfaltigkeit einer 2n-dimensionalen symplektischen Mannigfaltigkeit {\displaystyle (M,\omega )} ist eine n-dimensionale Untermannigfaltigkeit {\displaystyle L\subset M} mit
{\displaystyle \omega \mid _{TL}=0},
d. h. die Einschränkung der symplektischen Form auf den Tangentialraum von {\displaystyle L} verschwindet.

## Hamiltonscher Fluss
In einem Euklidischen Raum ist der Gradient einer Funktion {\displaystyle f} dasjenige Vektorfeld {\displaystyle g_{f}}, dessen Skalarprodukt {\displaystyle \langle g_{f},w\rangle } für jedes gegebene Vektorfeld {\displaystyle w} mit der Anwendung von {\displaystyle \mathrm {d} f} auf {\displaystyle w} übereinstimmt,
{\displaystyle \langle g_{f},w\rangle =\mathrm {d} f[w]=w[f]\,.}
In einer Symplektischen Mannigfaltigkeit gehört zu gegebenem {\displaystyle f} und einer gegebenen beliebigen Funktion {\displaystyle h} das Vektorfeld
{\displaystyle v_{h}\colon f\mapsto \{f,h\}\,,}
das Funktionen {\displaystyle f} längs einer Integralkurve der zu {\displaystyle h} (interpretiert als sog. Hamiltonfunktion des Systems) gehörigen hamiltonschen Gleichungen ableitet. Die Rolle von {\displaystyle w} wird hier also durch {\displaystyle h} übernommen, und es wird für {\displaystyle h} die Symplektische Geometrie bzw. die Hamilton’sche Dynamik benutzt.
Das Vektorfeld {\displaystyle v_{h}} ist also der symplektische Gradient von {\displaystyle h} oder der infinitesimale Hamilton’sche Fluss von {\displaystyle h}.

## Satz von Darboux
Der Satz von Darboux, benannt nach dem Mathematiker Jean Gaston Darboux, besagt:
In der Umgebung jedes Punktes einer symplektischen Mannigfaltigkeit gibt es lokale Koordinatenpaare {\displaystyle (q_{i},p_{i})} mit
{\displaystyle \omega =\sum _{i}\mathrm {d} q_{i}\land \mathrm {d} p_{i}\,.}
Die so definierten Koordinatenpaare werden als kanonisch konjugiert bezeichnet.

## Beziehung zur Hamiltonschen Mechanik
In der Hamiltonschen Mechanik ist der Phasenraum eine symplektische Mannigfaltigkeit mit der geschlossenen, symplektischen Form
{\displaystyle \omega =\sum _{i}\mathrm {d} q_{i}\land \mathrm {d} p_{i}\,,\quad \mathrm {d} \omega =0\,.}
Dies ist kein Spezialfall, denn nach dem Satz von Darboux lässt sich {\displaystyle \omega } in lokalen Koordinaten immer als {\displaystyle \textstyle \sum _{i}\mathrm {d} q_{i}\land \mathrm {d} p_{i}} schreiben. Bei symplektischen Mannigfaltigkeiten handelt es sich um die Phasenräume der Hamiltonschen Mechanik.
Die mathematische Aussage bezüglich {\displaystyle \omega } ist äquivalent zu den sogenannten kanonischen Gleichungen der theoretischen Physik, speziell in der analytischen Mechanik.
In diesem Zusammenhang ist auch das Liouville-Theorem von Bedeutung, das in der statistischen Physik eine Rolle spielt. Es besagt im Wesentlichen, dass bei Hamilton'schen Flüssen das Phasenraumvolumen konstant bleibt, was für die Bestimmung der Wahrscheinlichkeitsmaße dieser Theorie wichtig ist.